# 重慶大學近代建築群
重慶大學近代建築群位於重慶市沙坪壩區重慶大學A区校园內。重庆大学早期建筑分为三个时期修建，第一批为1933年由菜园坝迁入沙坪坝时修建，包括理学院楼，文字斋，工学院楼等。第二批建筑为1937年国立中央大学内迁重庆时为帮助国立中央大学办学而修建，目前仅存七七抗战大礼堂。第三批建筑为人民共和国初期，苏联专家来华时修建，主要包括苏联专家公寓区，第五教学楼等。
2009年12月15日，重庆大学近代建筑群（含工学院、理学院、文字斋、寅初亭）被公布为第二批重慶市文物保護單位；2019年2月27日，中央大学“七七抗战”礼堂旧址并入重庆大学近代建筑群；2019年10月7日，以“重庆大学早期建筑”之名公布为第八批全国重点文物保护单位，包括理学院、工学院、文字斋、寅初亭、中央大学“七七抗战”礼堂旧址，总建筑面积约8249.51平方公尺。

## 建筑一览
| 名称                 | 风格       | 结构     | 设计师 | 建成时间     | 备注                                                     | 圖片                     |
| -------------------- | ---------- | -------- | ------ | ------------ | -------------------------------------------------------- | ------------------------ |
| 饶家院子             | 中式       | 砖木结构 |        | 1860年       | 2008年修主教学楼拆除                                     |                          |
| 理学院楼             | 中式       | 砖木结构 | 沈懋德 | 1933年       | 重大的第一座教学楼                                       |                          |
| 文字斋               | 中式       | 砖木结构 |        | 1933年       | 黑色砖瓦砌筑，红色立柱支撑，曾經作為学生宿舍與教师宿舍。 | 重庆大学文字斋           |
| 行字斋               | 中式       | 砖木结构 |        | 1933年       | 日本大轰炸中被毁                                         |                          |
| 大校门               | -          | 砖混结构 |        | 1933年       | 门柱最初为2根，后改建为4根                               |                          |
| 重庆大学团结广场     | -          | -        |        | 1933年       |                                                          | 团结广场全景             |
| 工学院楼             | 欧式       | 条石砌筑 | 刁泰乾 | 1935年       |                                                          | 重庆大学工学院楼         |
| 老图书馆楼           | 中式       | 砖木结构 |        | 1935年       |                                                          | 重庆大学老图书馆楼       |
| 七七抗战大礼堂       | 新古典主义 | 砖混结构 |        | 1937年       |                                                          | 国立中央大学（重庆）原貌 |
| 寅初亭               | 中式       | 木质结构 |        | 1941年       | 1981年修缮为琉璃亭                                       | 第三代寅初亭（琉璃亭）   |
| 学生一舍到四舍       | 中式       | 砖瓦结构 |        | 20世纪50年代 |                                                          |                          |
| 苏联专家宿舍区       | 中式       | 砖木结构 |        | 20世纪50年代 | 原址为国立中央大学临时校舍                               |                          |
| 第五教学楼           | 新古典主义 | 砖瓦结构 |        | 20世纪50年代 |                                                          |                          |
| 电气工程学院楼       | 新古典主义 | 砖瓦结构 |        | 20世纪50年代 |                                                          |                          |
| 资源与环境科学学院楼 | 新古典主义 | 砖瓦结构 |        | 20世纪50年代 |                                                          |                          |

## 重庆大学近代建筑群

### 理学院楼

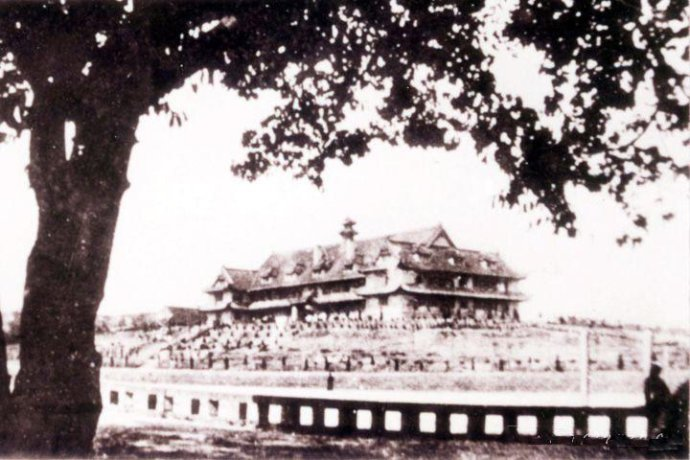
建成之初的理学院楼
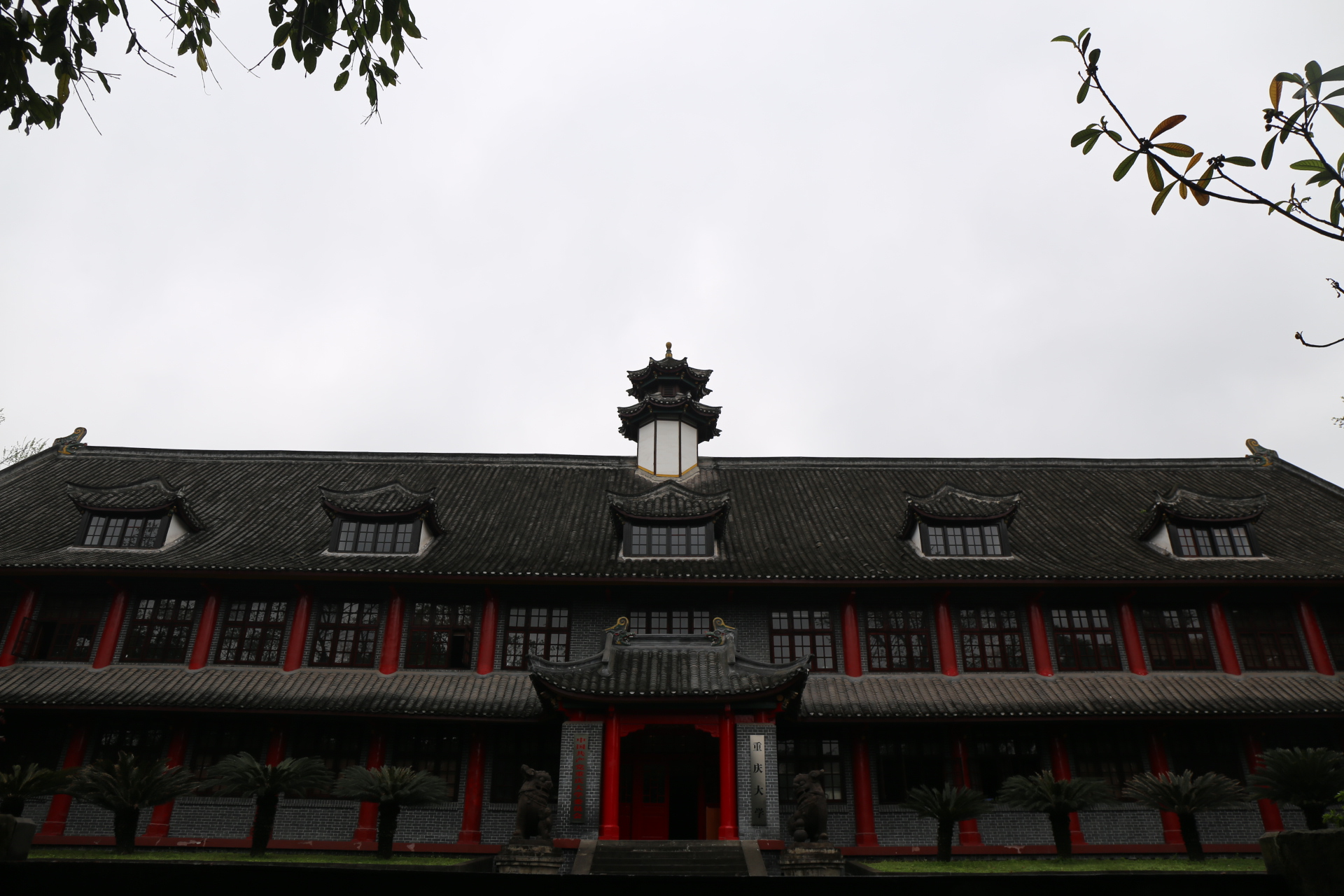
理学院楼正门
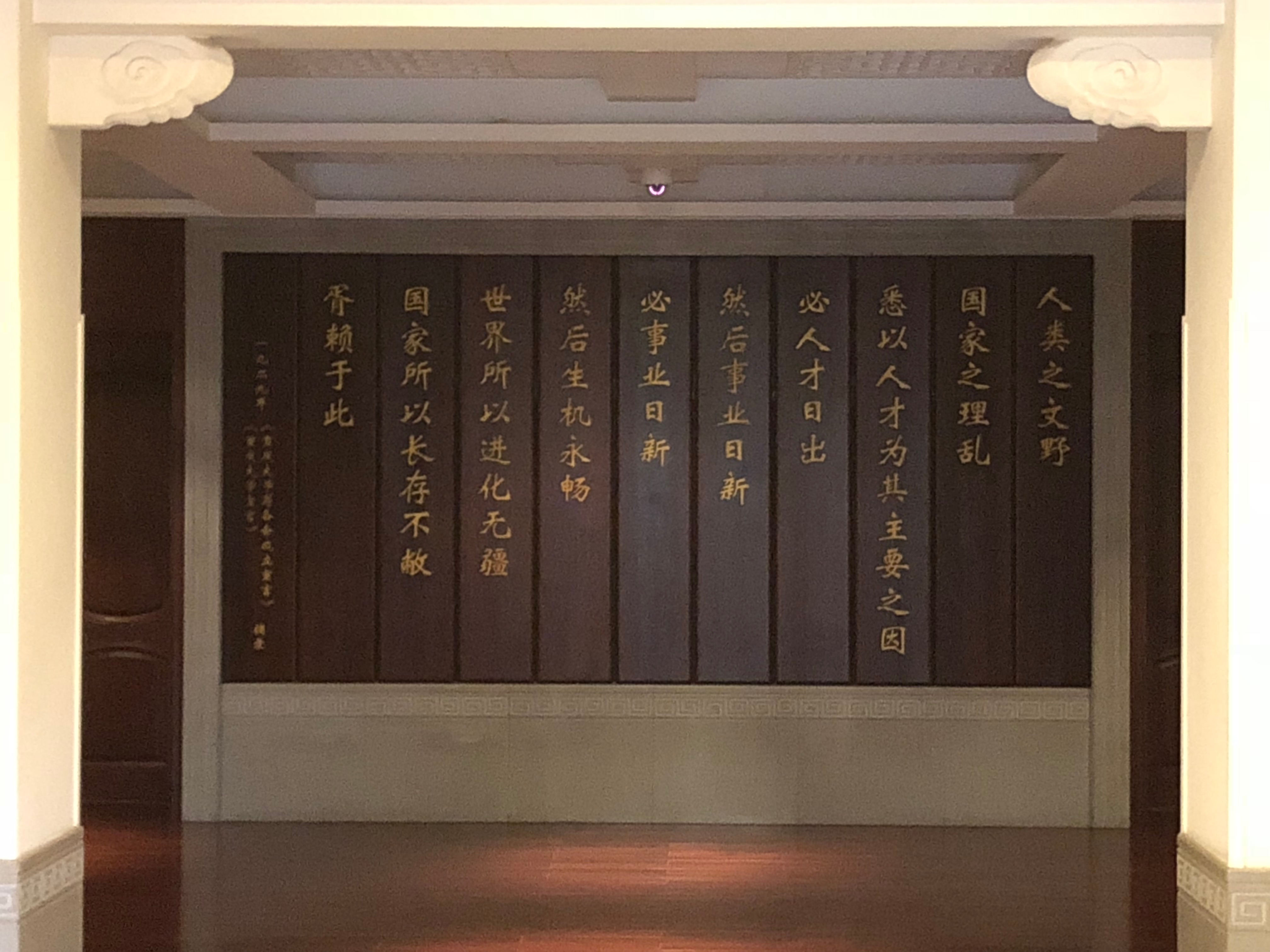
内部书写的《重庆大学成立宣言》
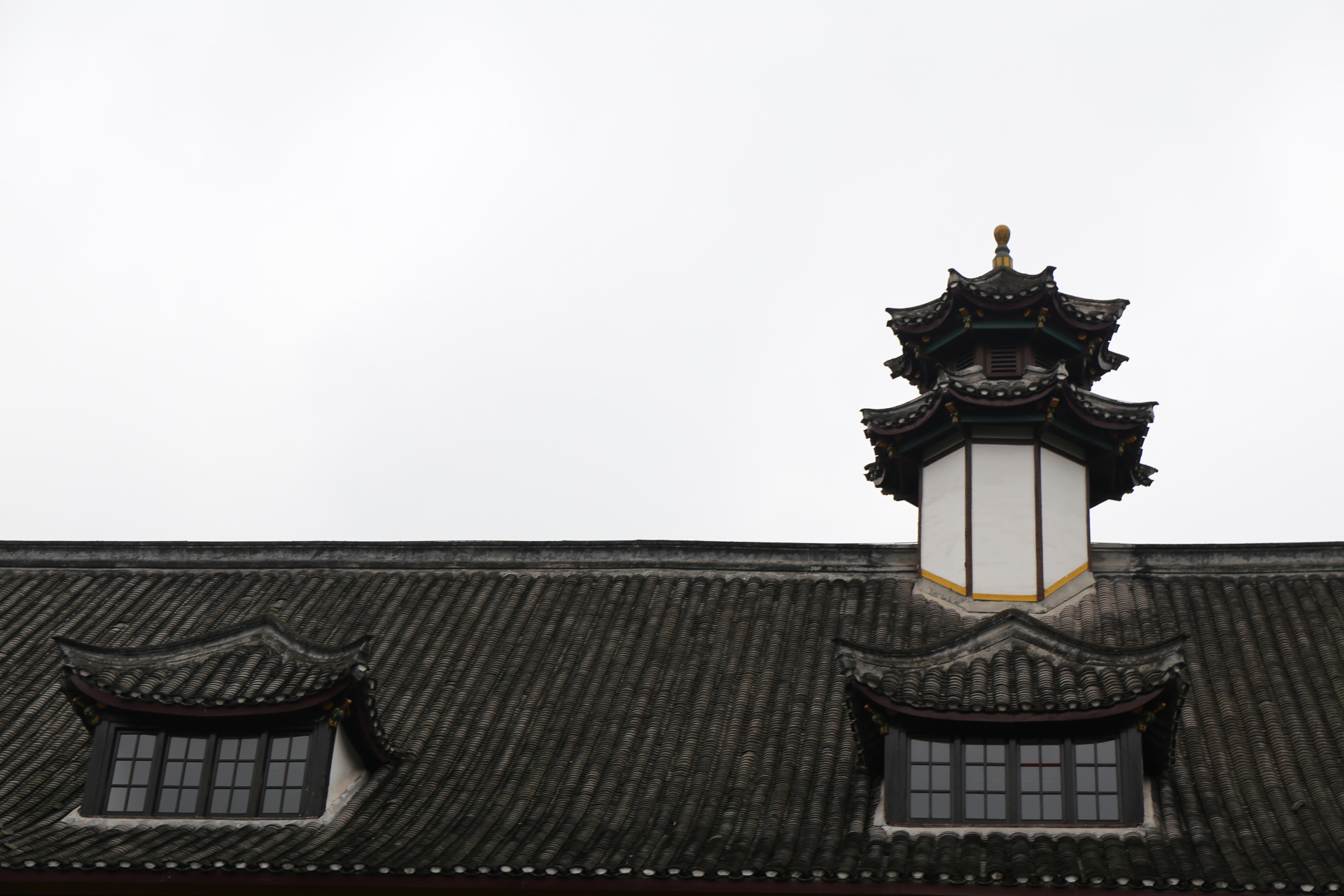
传统中式老虎窗和钟楼
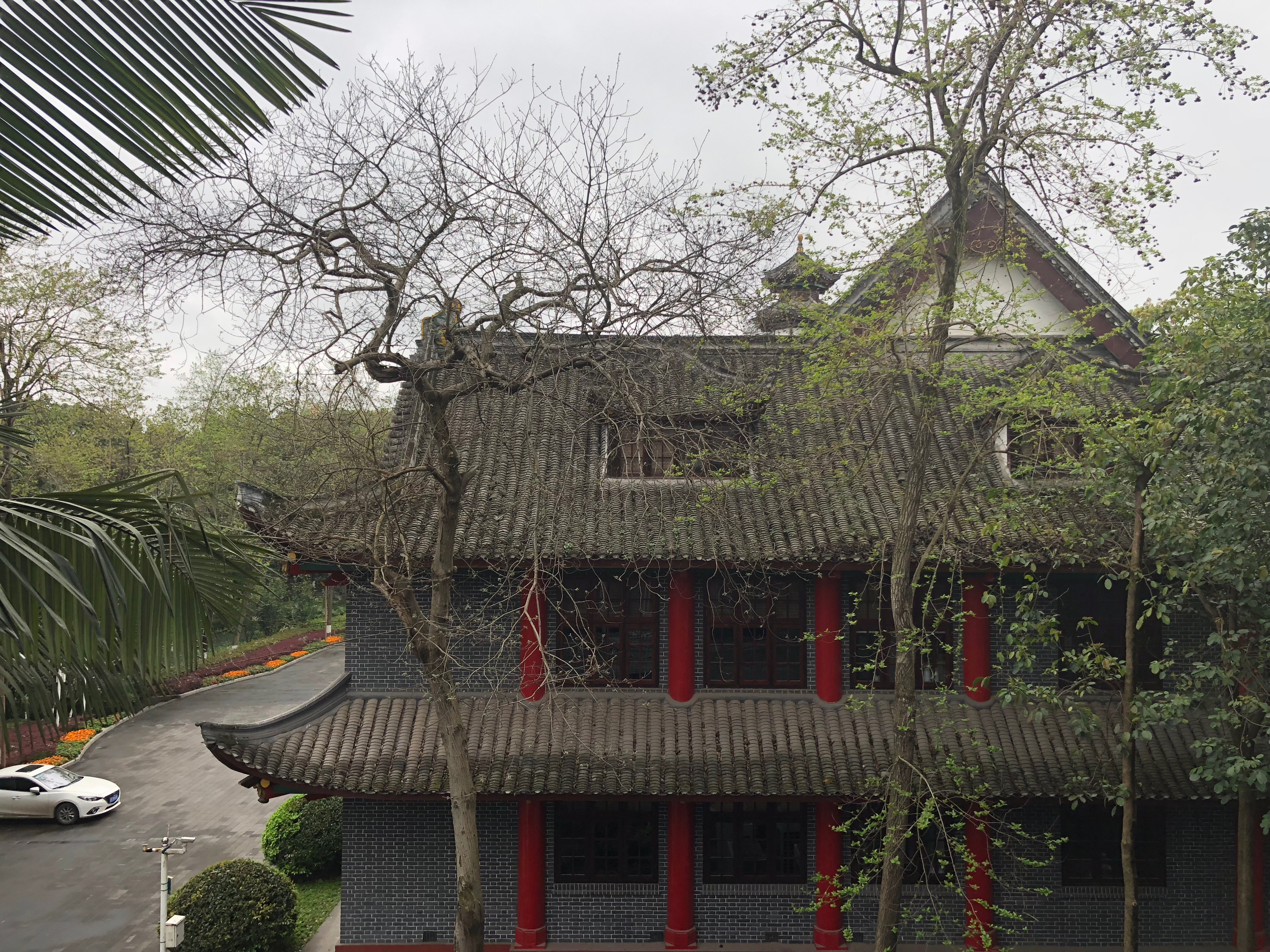
大楼侧面

### 工学院楼

工学院楼大厅
工学院楼中式开窗
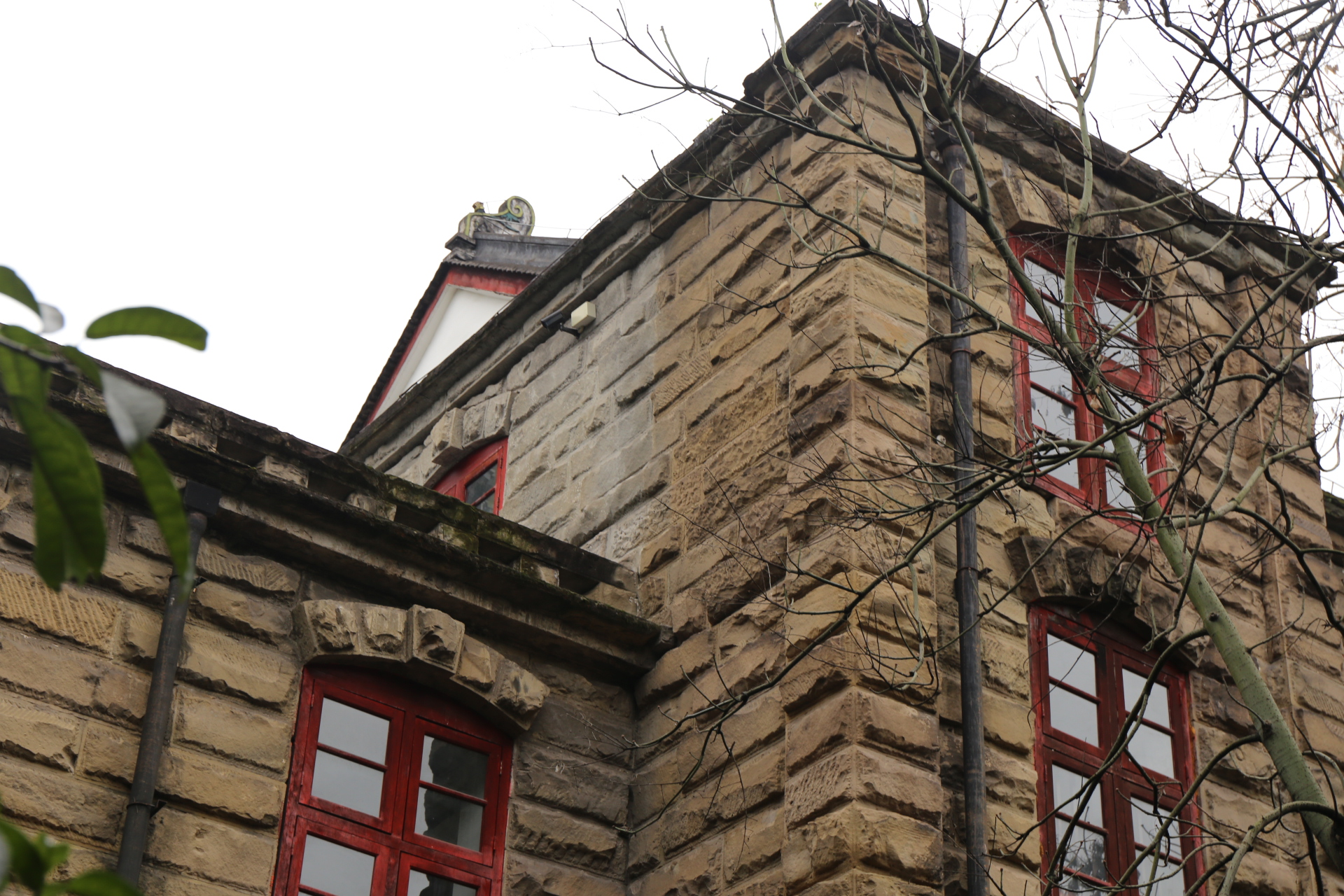
大轰炸后修复的接驳痕迹
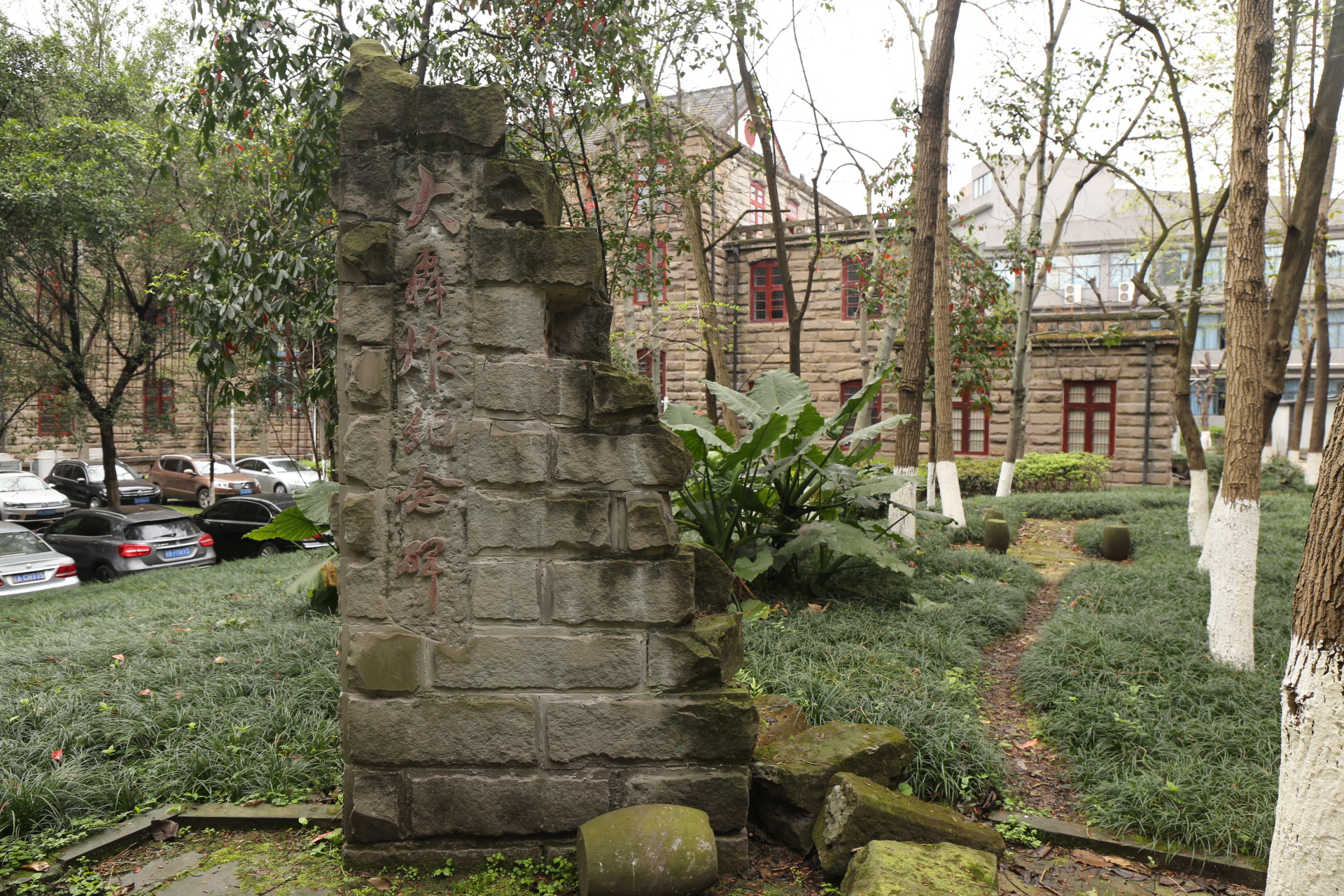
用工学院墙体构筑的大轰炸纪念碑

### 文字斋

修建初期的文字斋（左侧）

### 寅初亭

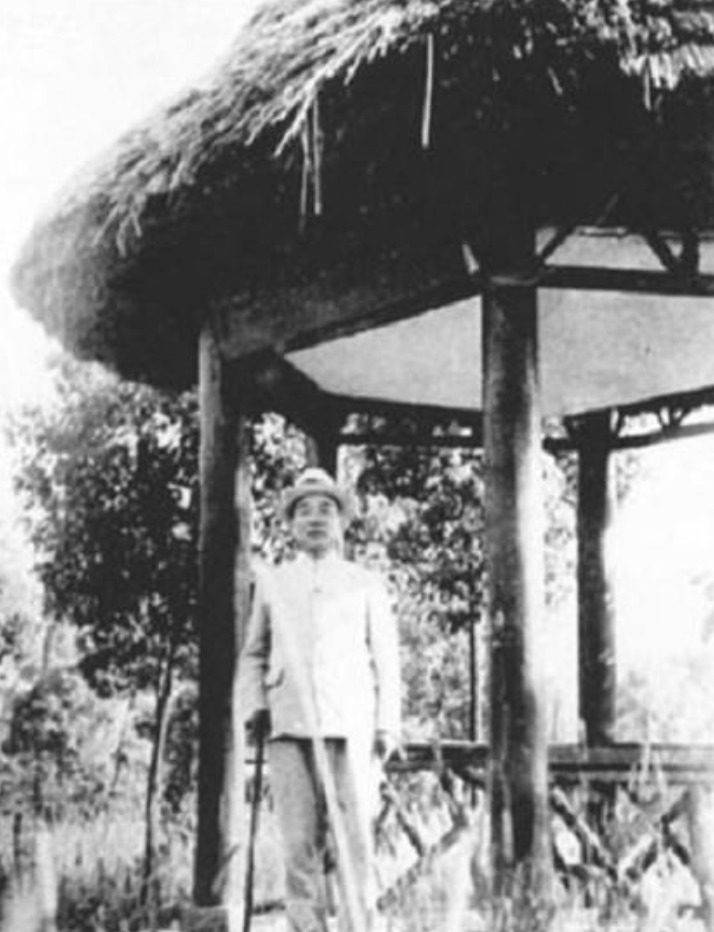
马寅初在第一代寅初亭（草亭）前合影
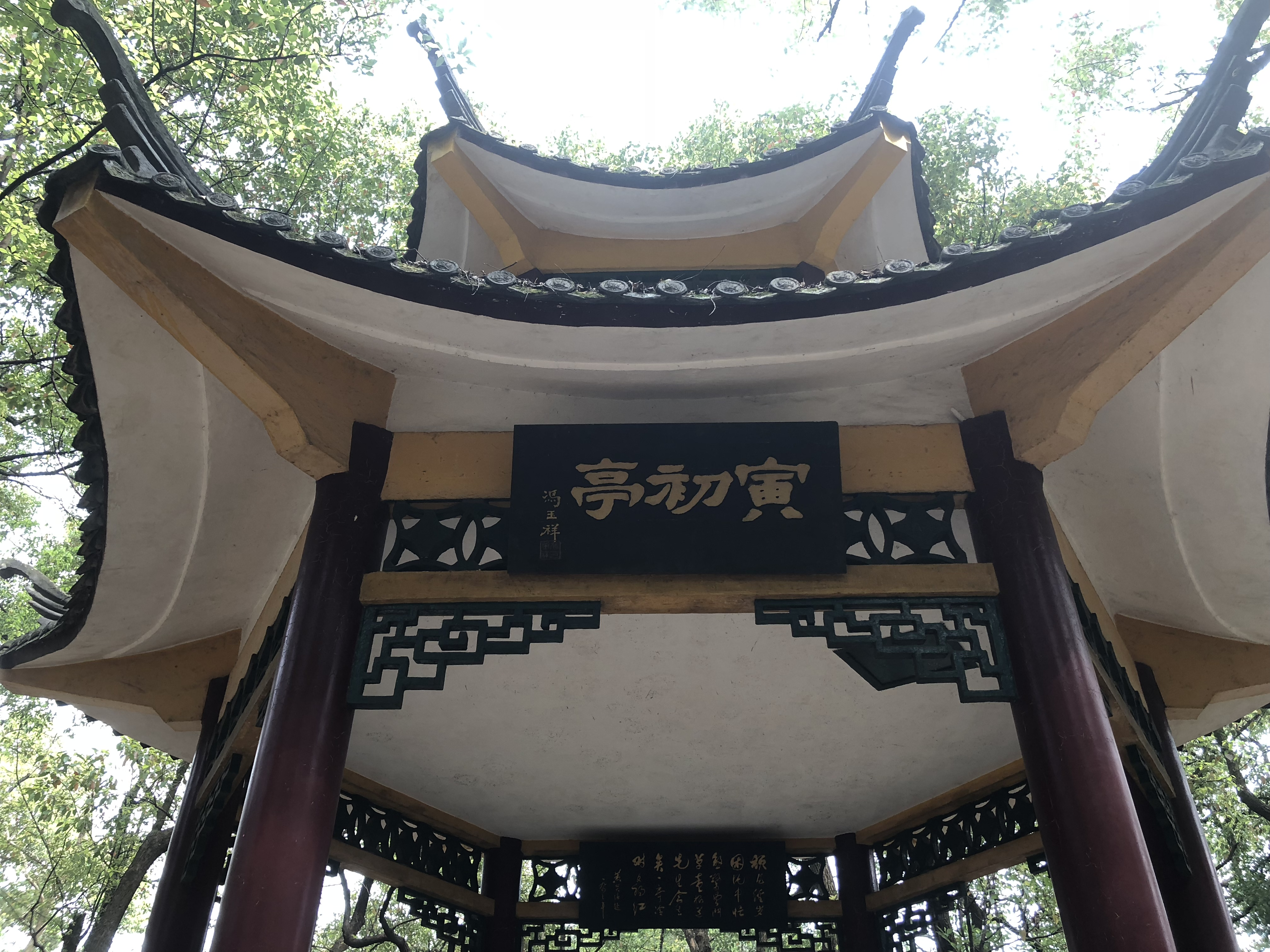
冯玉祥将军题写的“寅初亭”三个字
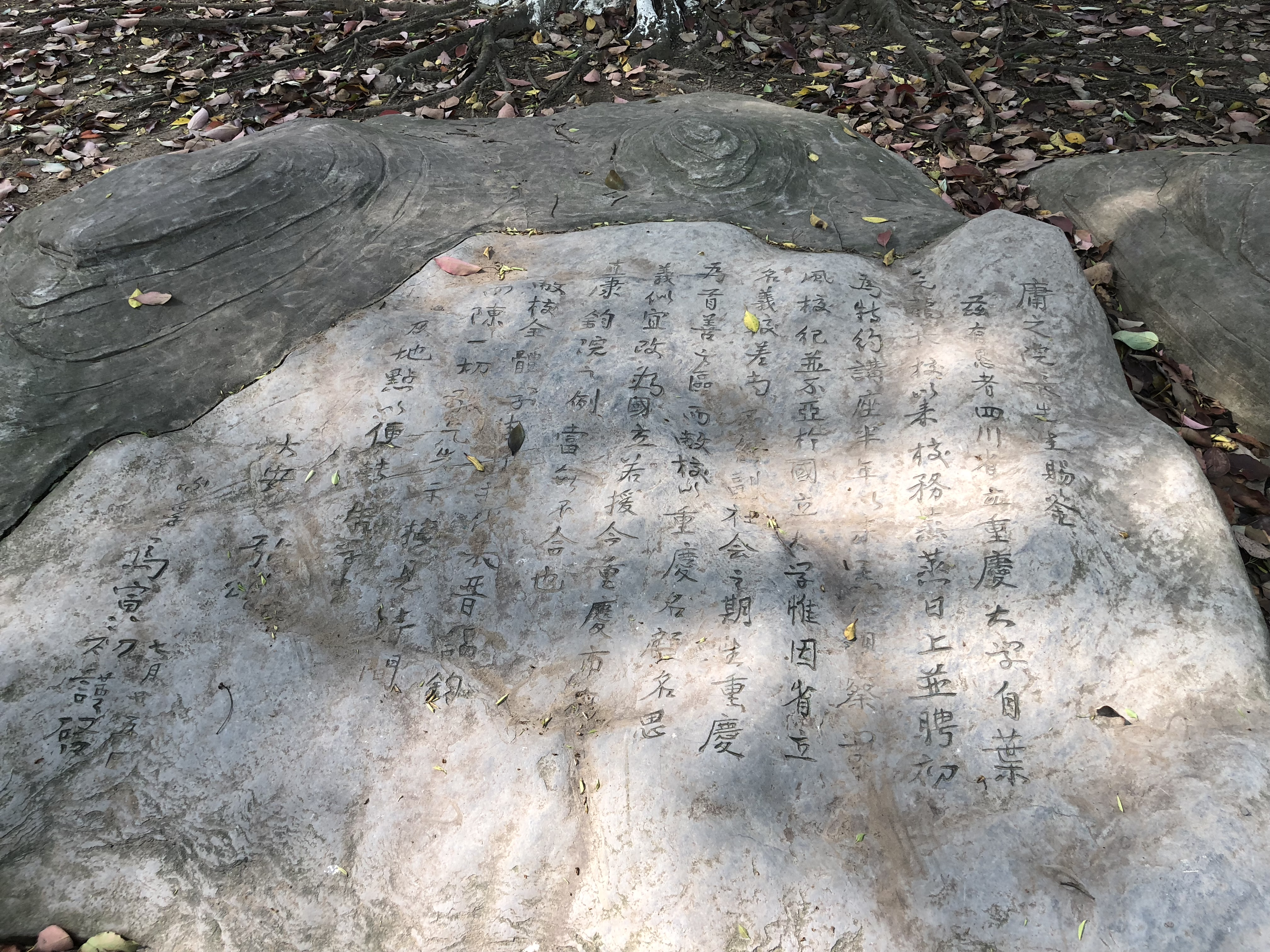
马寅初上陈诚书
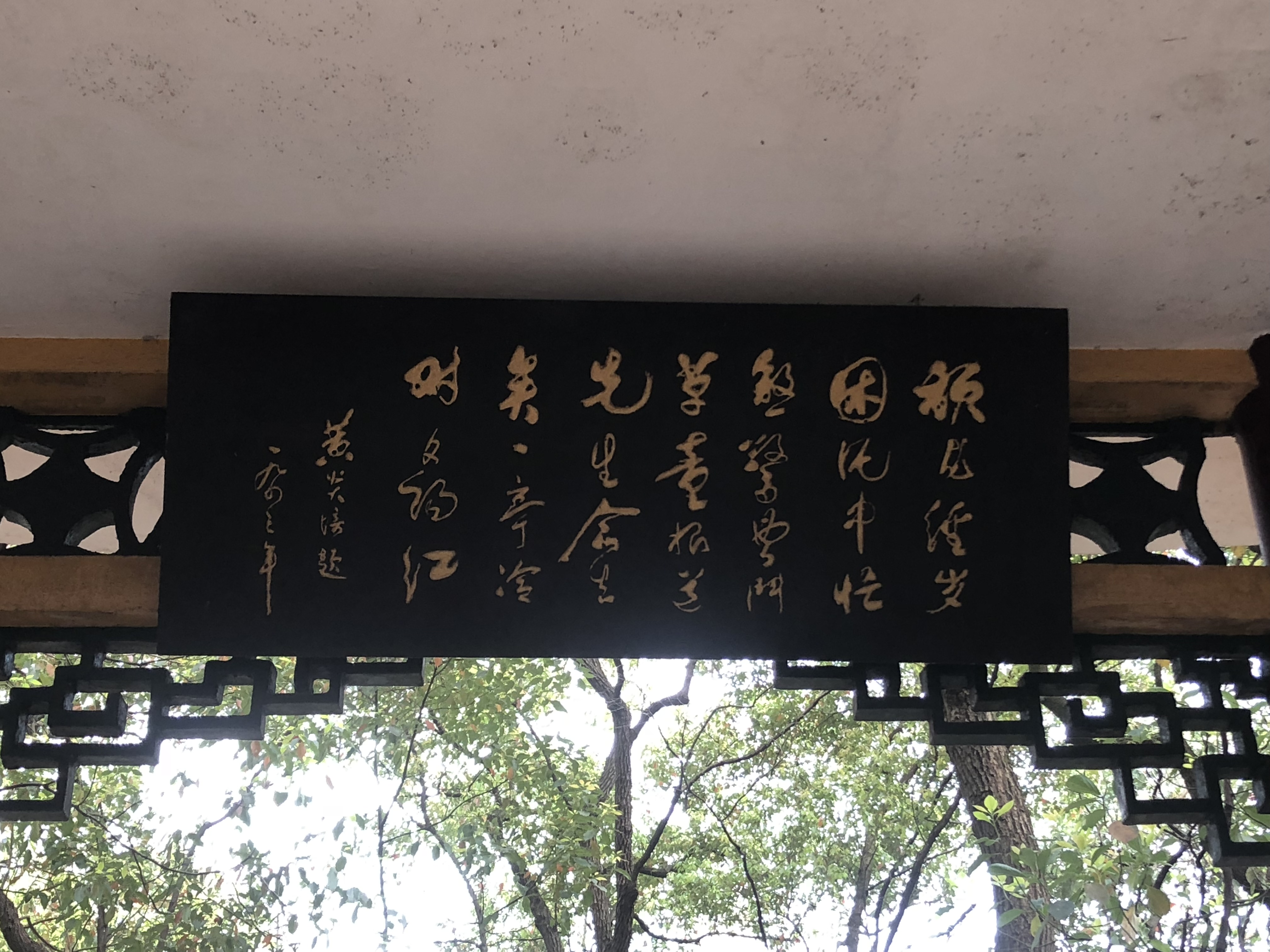
黄炎培为马寅初所作文书

### 图书馆楼

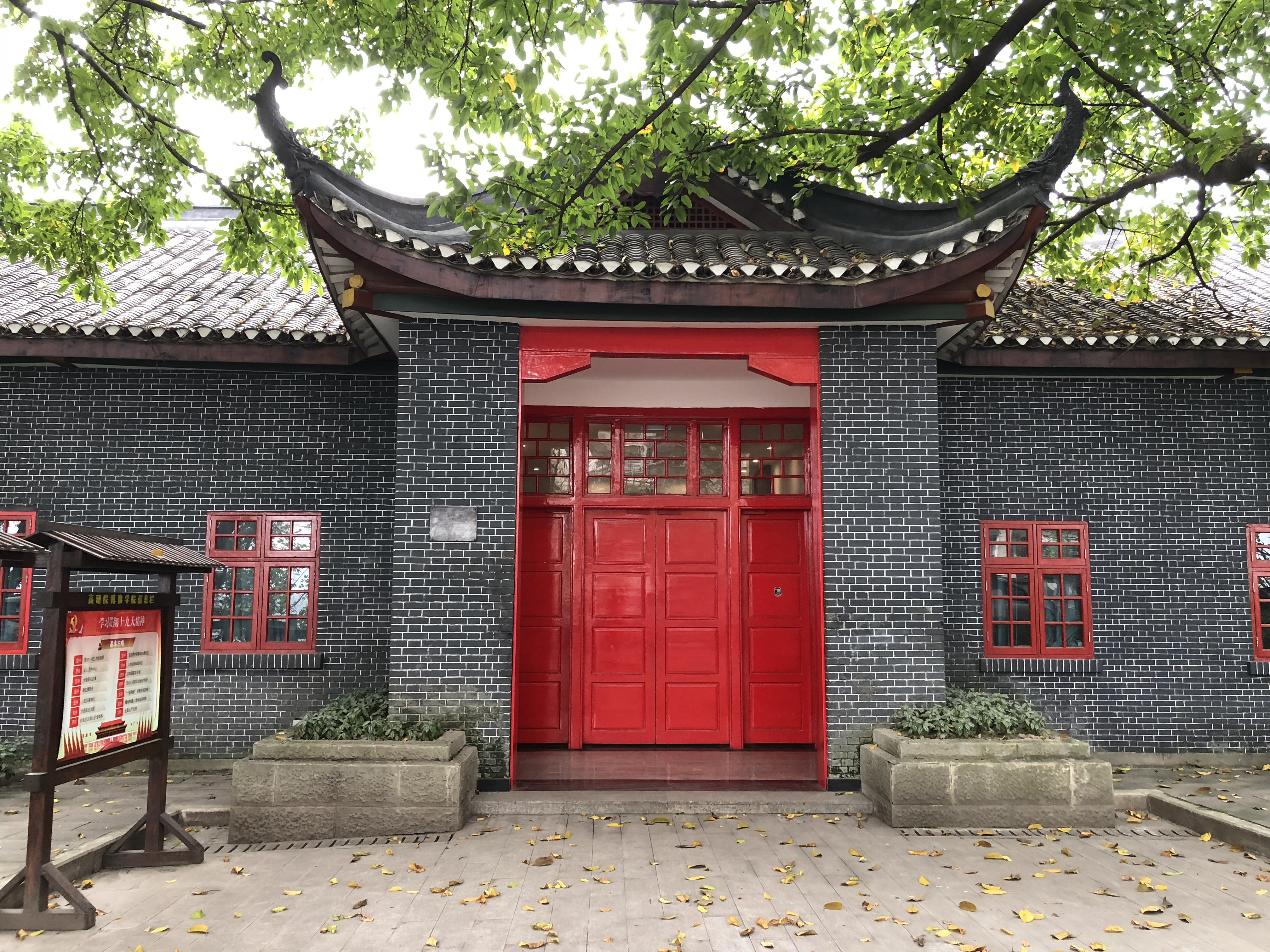
图书馆楼大门
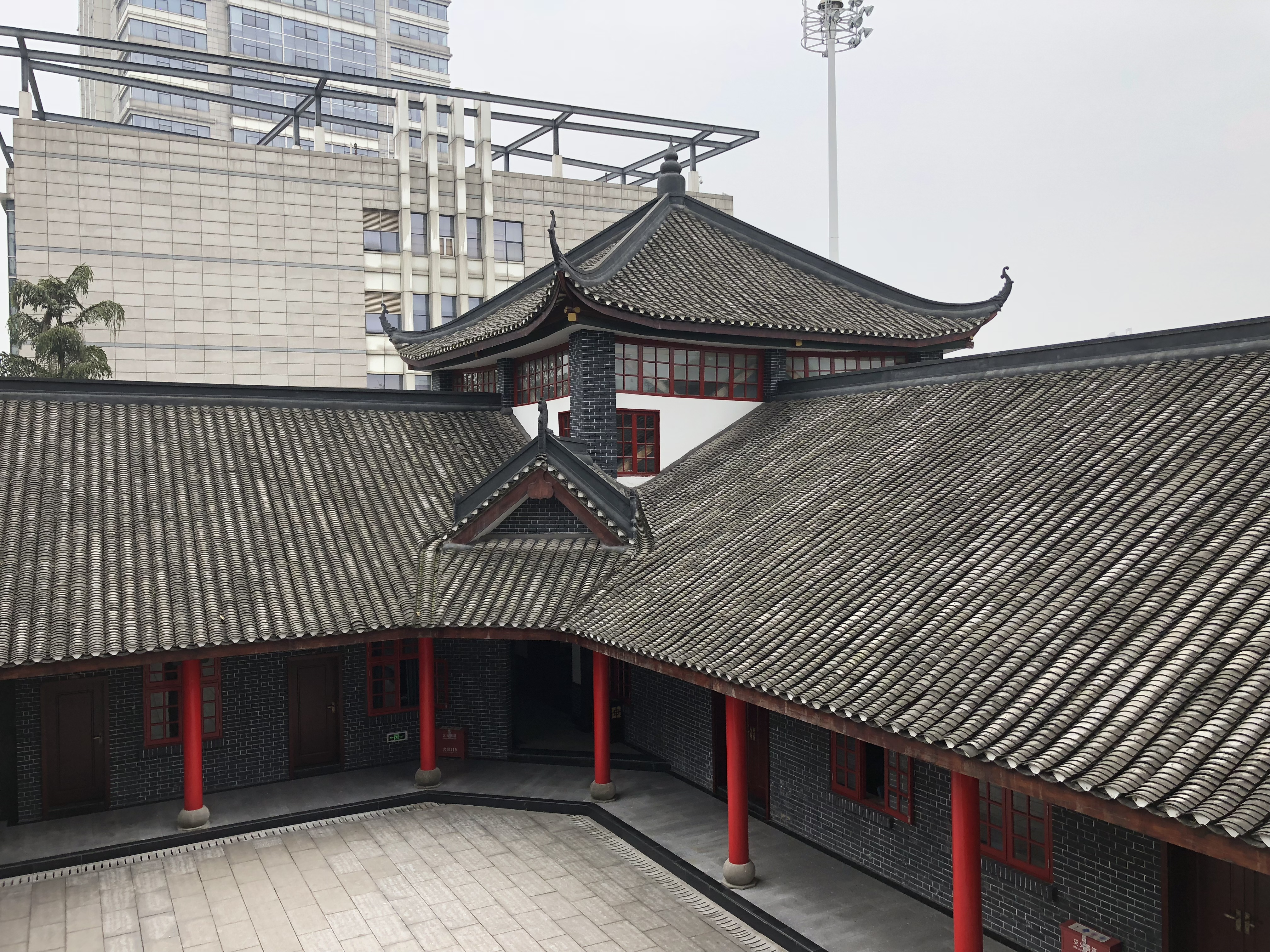
图书馆楼院内

### 中央大学抗战礼堂

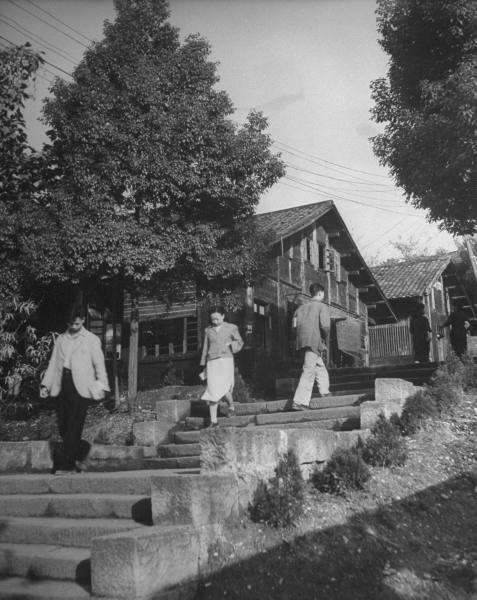
国立中央大学（重庆）原貌

### 大校门

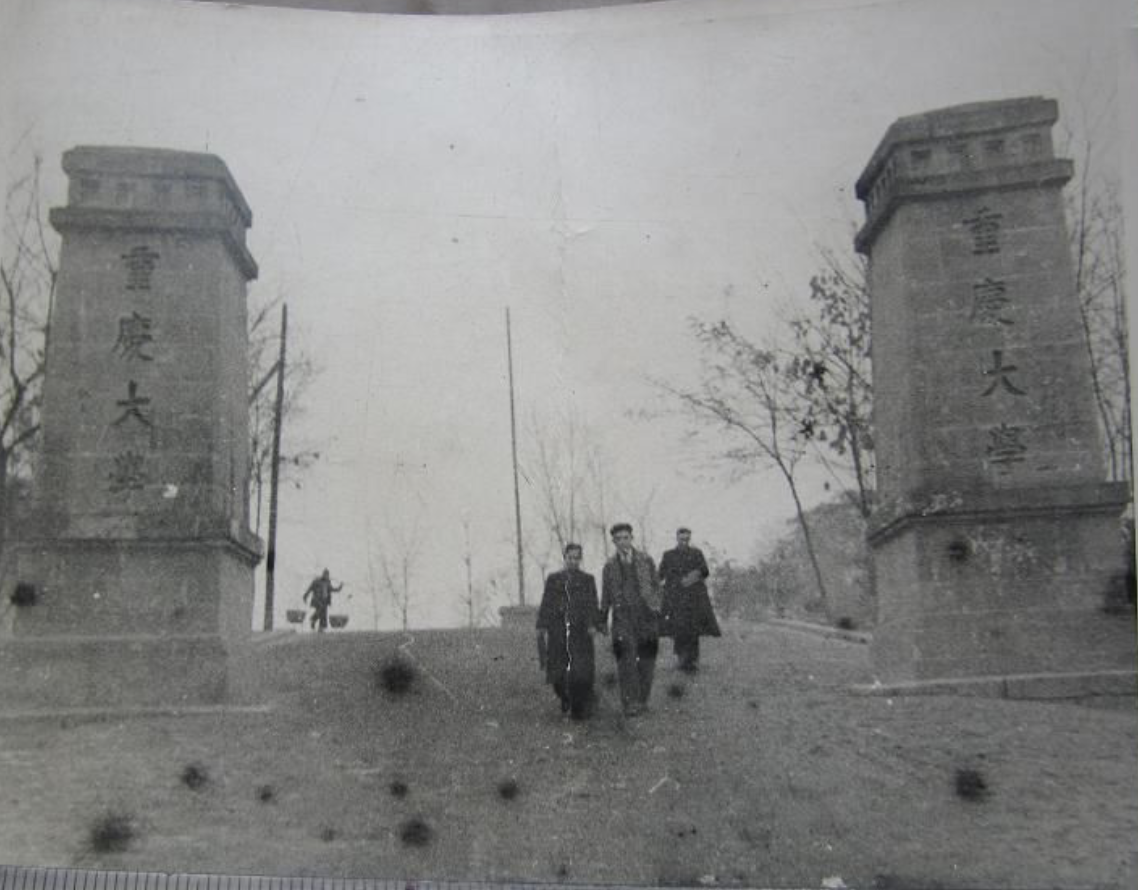
20世纪40年代大校门
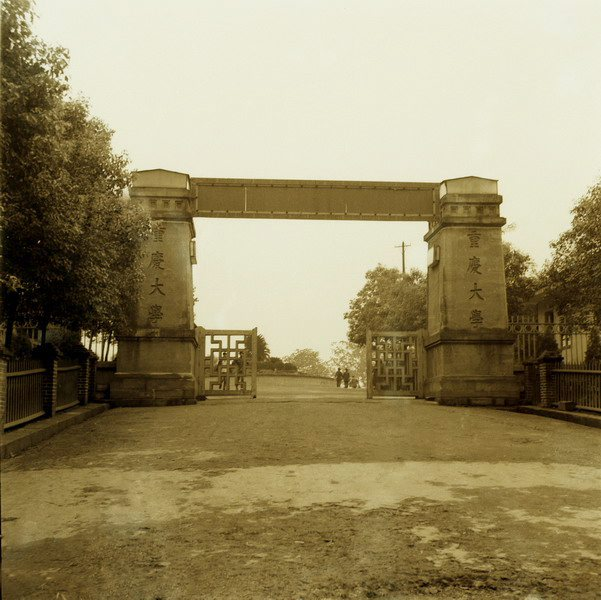
50年代大校门

### 团结广场

团结广场全景
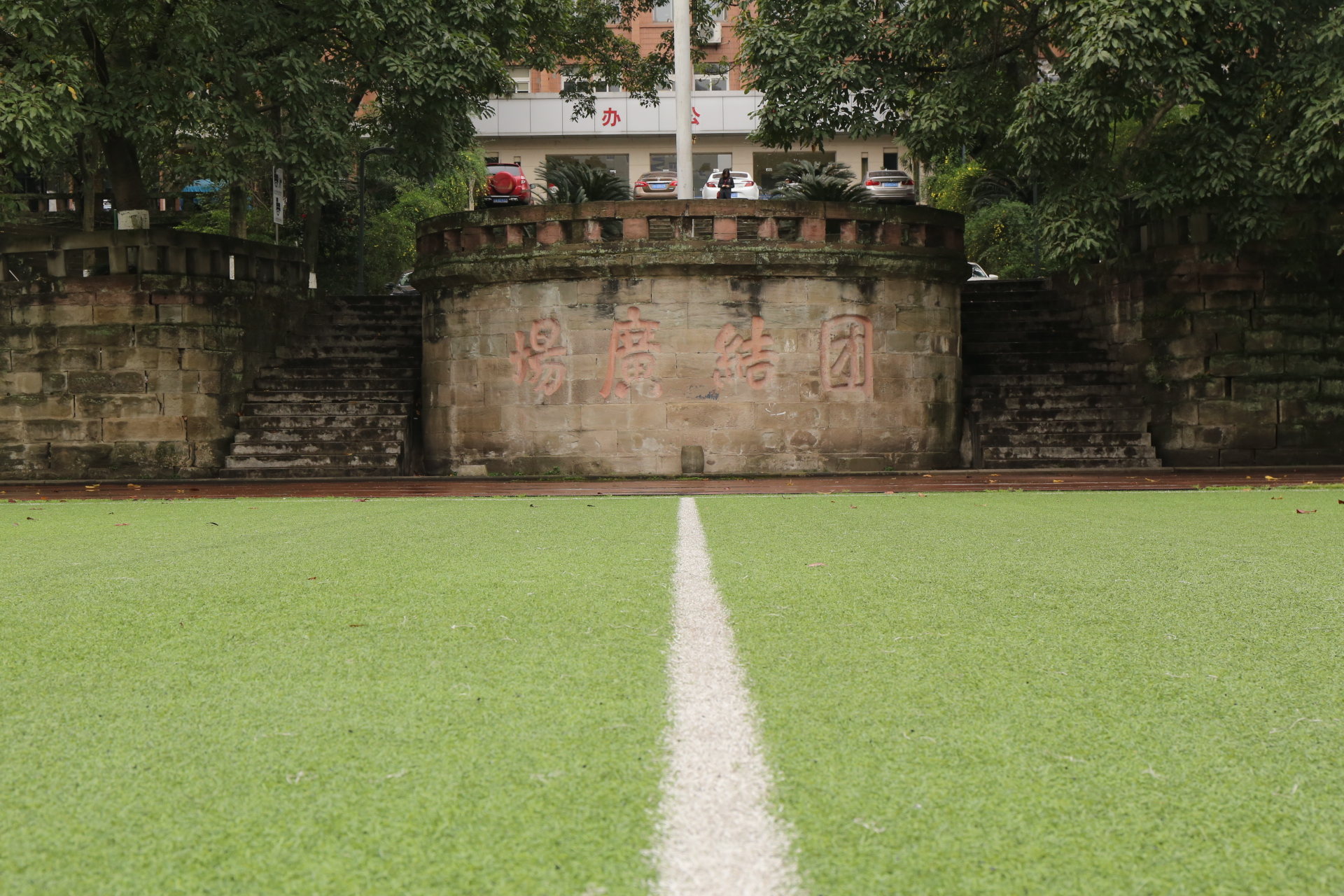
升旗台
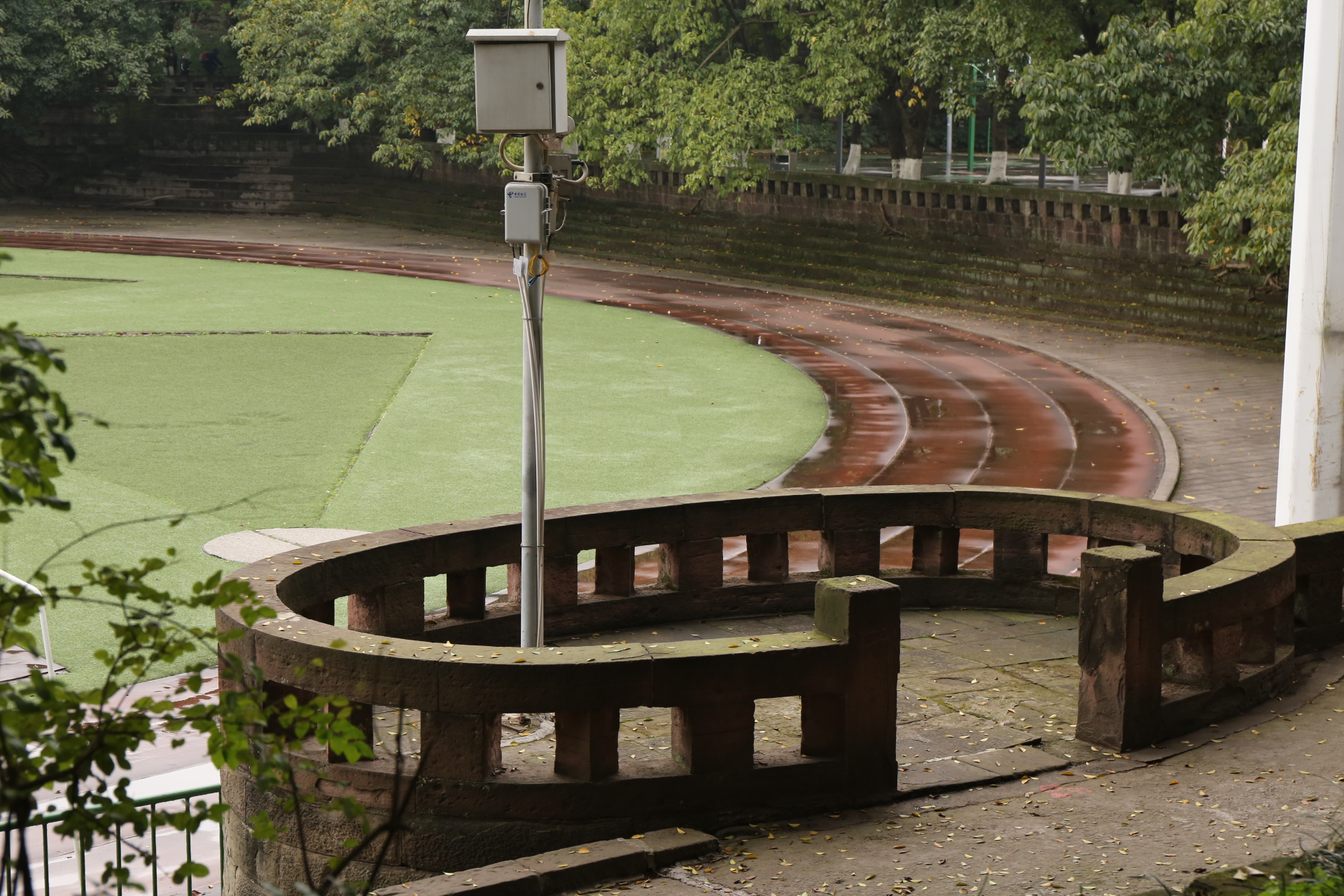
发令台
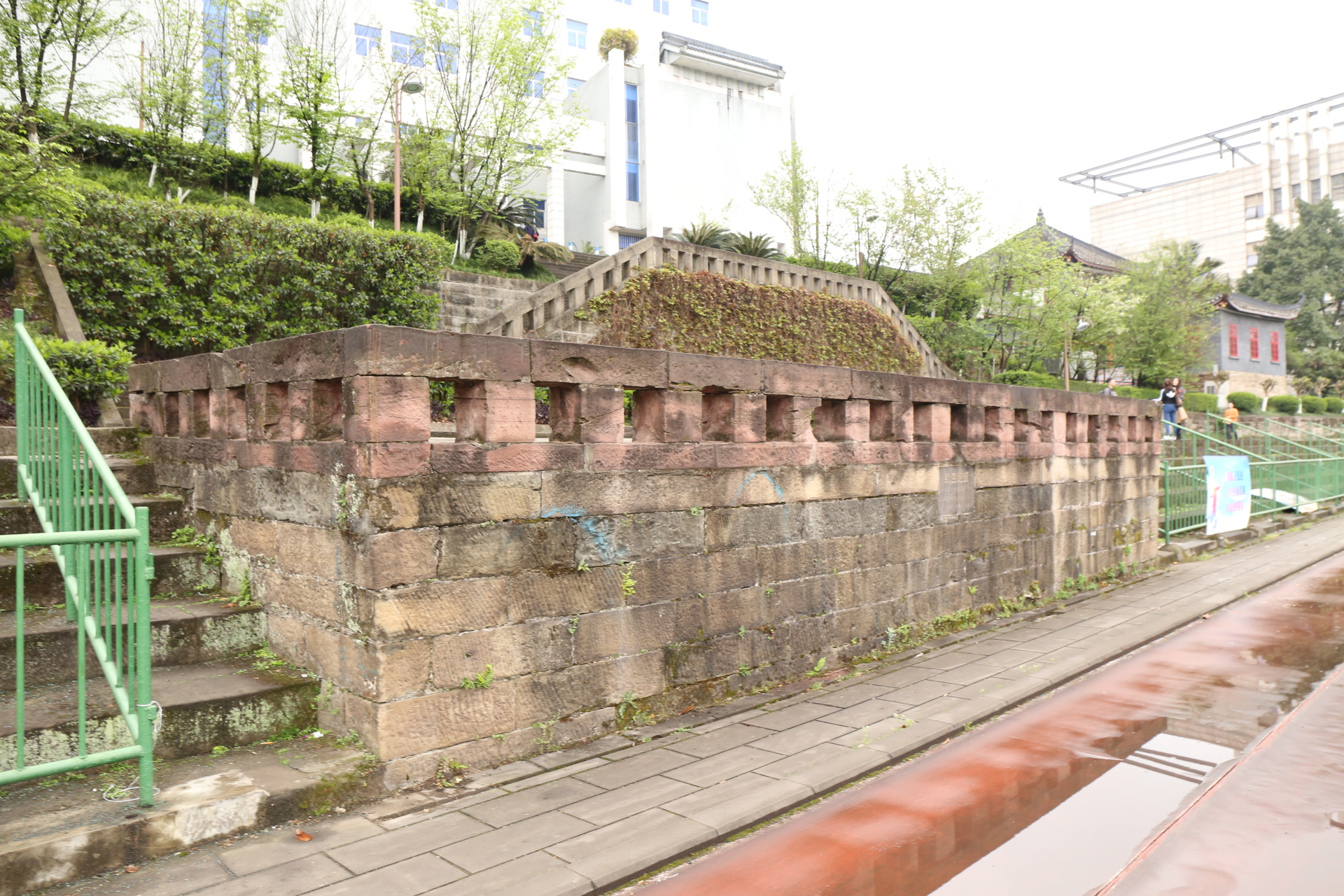
主席台